# L'infernale avventura
L'infernale avventura (Angel on My Shoulder) è un film del 1946 diretto da Archie Mayo.
Commedia fantastica, è l'ultimo film del regista, distribuito, come il precedente (Una notte a Casablanca), dalla United Artists.

## Trama
Non appena uscito di prigione, Eddie Kagle è eliminato a sangue freddo dal socio Smiley, il quale non ha alcuna intenzione di spartire il frutto delle loro attività illegali. La tappa successiva, per Eddie, è l'inferno. Qui, egli apprende di essere straordinariamente rassomigliante al giudice Frederick Parker, figura non troppo apprezzata da Mefistofele, in quanto, con la sua opera, indirizzata al riscatto sociale della gioventù a rischio, rappresenta una minaccia alla futura disponibilità della manodopera richiesta dalle attività dei vari gironi infernali. Tra i due viene così siglato un contratto: Eddie si sostituirà al giudice, allo scopo di distruggerne la reputazione e, come contropartita, durante la sua permanenza sulla terra, potrà soddisfare la sua sete di vendetta nei confronti del socio traditore.
Per Belzebù (familiarmente Nick) è uno scherzo operare la sostituzione di persona, durante un lieve mancamento di Parker. Ma le cose non procedono come previsto. I piani predisposti per screditare il giudice, che è candidato alla carica di governatore, ottengono il solo effetto di accrescerne la popolarità. Barbara, promessa sposa di Frederick, per quanto sorpresa dal brusco mutamento del fidanzato, dal suo rozzo linguaggio, dai modi volgari, dall'improvvisa dedizione al bere e al fumo (per quanto il corpo preso a prestito da Eddie si riveli non collaborativo verso queste nuove esperienze), continua a riporre in lui un'incondizionata fede. Ed anzi, la sua influenza, la prospettiva di un sereno matrimonio con relativi pargoletti, cominciano a dar voce all'"angelo sulla spalla" di Eddie ("Angel on My Shoulder" è il titolo originale del film) e a volgerlo al bene.
E quindi, se il giudice, alias Eddie, accetta di affrontare Smiley, che i maneggi di Nick hanno, alfine, posto sul suo cammino, lo fa unicamente per sottrarre Barbara ad una possibile minaccia, non per desiderio di vendetta. L'ex socio, terrorizzato nel trovarsi dinanzi a un giudice così somigliante ad Eddie e che ne conosce in dettaglio le circostanze della morte, precipita nel vuoto da una finestra aperta. In conseguenza del mutamento in lui avvenuto, Eddie è ormai inutilizzabile da Mefistofele, che decide di riportarselo all'inferno. Ma per scongiurare una caduta di popolarità, conseguente alla diffusione negli abissi della notizia del suo fallimento, dovrà comprare il silenzio di Eddie con un tranquillo posto di usciere presso Sua Maestà e con la promessa di lasciare in pace, in futuro, il giudice, che ha ripreso le sue spoglie, e naturalmente Barbara.

## Distribuzione
La pellicola è entrata nel pubblico dominio negli Stati Uniti.

## Critica
Nel film Mayo conferma le sue capacità di versatile artigiano hollywoodiano e di abile confezionatore di prodotti commerciali, caratterizzati da un'eccellente direzione di attori di primo livello (in questo caso Paul Muni, Anne Baxter e Claude Rains).